# Non più, tutto ascoltai
Non più, tutto ascoltai...non temer amato bene K 490 è una scena, costituita da un Rondò con violino solista, scritta da Wolfgang Amadeus Mozart nel 1786 per l'opera Idomeneo.
All'inizio del 1786 il musicista aveva organizzato una realizzazione in forma privata dell'opera Idomeneo nell'abitazione del principe Karl Auersperg; per quell'occasione Mozart compose il duetto Spiegarti non poss'io K 489 in sostituzione di un pezzo simile e la scena con rondò Non più, tutto ascoltai K 490, costituita in realtà del recitativo citato e dell'aria Non temer, amato bene, che fu inserita dal compositore come nuovo inizio del secondo atto del suo Idomeneo il 10 marzo 1786.
In questa rappresentazione privata, il barone Pulini doveva interpretare la parte tenorile; al conte August Hatzfeld, buon musicista e amico di Mozart, era riservata la parte di violino obbligato; a loro era dedicata la composizione. Si trattava quindi di dilettanti e a questi erano riservate le parti aggiunte all'opera. Il brano fu poi adattato dal musicista per il soprano Nancy Storace, celebre interprete di Susanna ne  Le nozze di Figaro, prima che abbandonasse Vienna per recarsi a Londra.
Questo fatto è in ogni caso meno importante della maturazione e del conseguente diverso linguaggio raggiunto da Mozart a distanza di cinque anni dalla composizione dell'Idomeneo. Le parti aggiunte sono in parte affini a Le nozze di Figaro opera a cui stava lavorando in quel momento il compositore; non solo, l'aria è una composizione del tutto occasionale e il recitativo piuttosto lungo e un po' noioso. Da tutto ciò scaturisce l'odierno rifiuto ad inserire queste parti nella rappresentazione dell'opera risultando le stesse musicalmente poco coerenti con il resto dell'opera. Questi inserti risultano inoltre sufficientemente indipendenti, quasi fossero stati pensati per un concerto vocale ed in questa veste trovano oggi la loro migliore collocazione.
Mozart in una lettera inviata al padre parla di Non più, tutto ascoltai .... come di una scena con rondò. In verità solo la parte più animata può essere ricondotta ad un rondò mentre per il tema principale è senz'altro più consona la definizione di gavotta che più si addice alla teatralità e drammaticità della scena.
La scena vede Idamante che dichiara in suo amore per Ilia che in cuor suo crede che egli ami Elettra alla quale sembrano portarlo le circostanze e la volontà del padre Idomeneo. Si tratta dunque di un'aria d'amore che inizia con un ampio recitativo in Do maggiore in cui l'orchestra è rappresentata solamente dagli archi. Il sentimento di Idamante si evolve e il recitativo passa attraverso varie fasi (allegro, adagio, andante, allegro assai, andante) per condurci all'aria in cui agli archi si aggiungono i clarinetti, i fagotti, i corni e il violino obbligato che introduce il tema principale.
Il violino segue la voce con vari arabeschi sino alle parole "Non mi posso ...", momento dal quale riveste il ruolo di semplice accompagnamento. Si torna quasi ad un recitativo che introduce la fase più concitata. Il violino solo introduce il tema Alme belle che vedete le mie pene mantenendo un ruolo primario sino alla fine dell'aria a sostegno e valorizzazione della parte vocale.